# Stretford
Stretford is een stad (town) in het district Trafford, in het Engelse graafschap Greater Manchester. De plaats telt 37.455 inwoners.
Zijn etimologie is dezelfde als Stratford: het is ontstaan bij een voorde (ford) in een straat (stret) door de rivier de Mersey.
In Stretford zijn Old Trafford en de Old Trafford Cricket Ground gelegen.

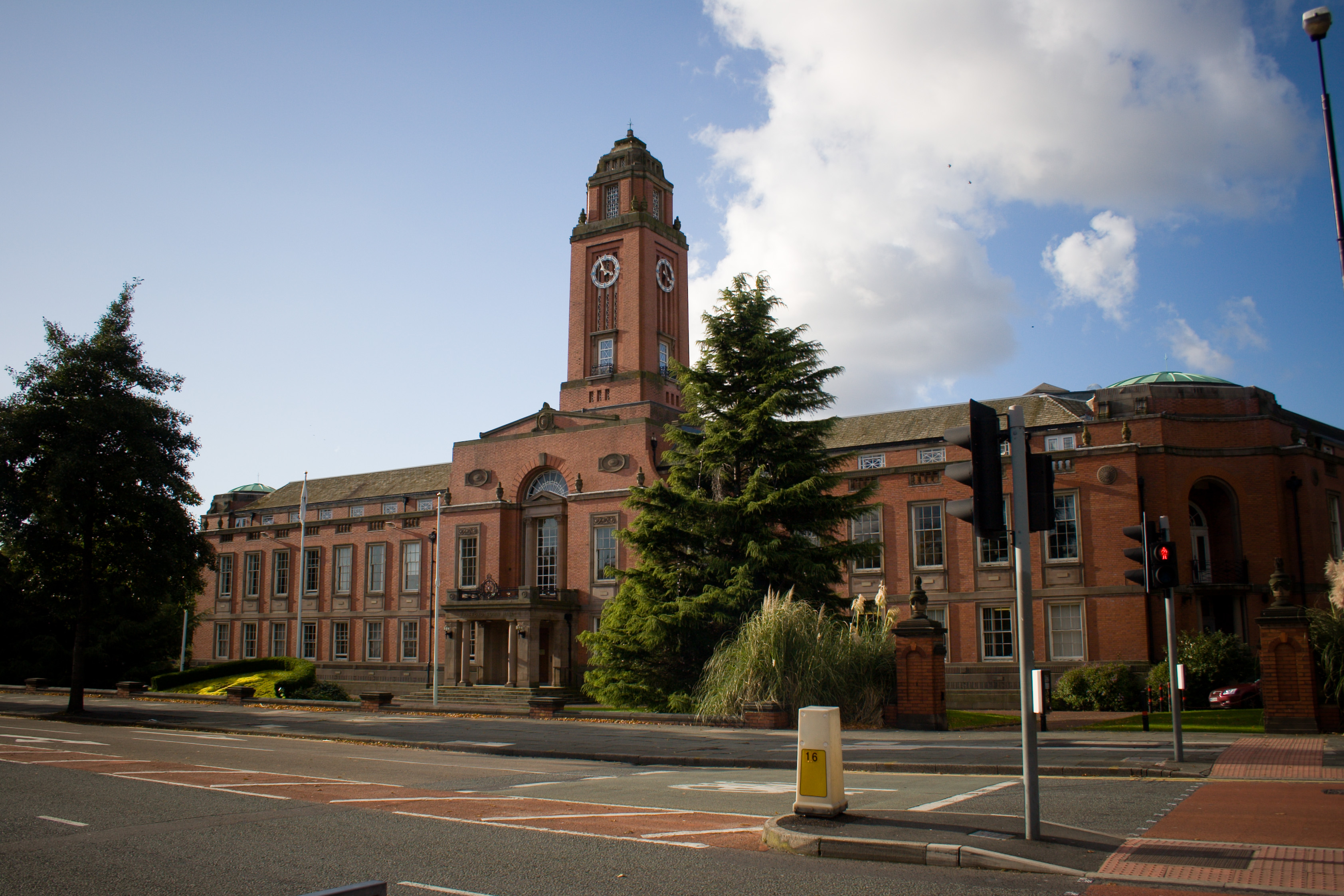
Stadhuis
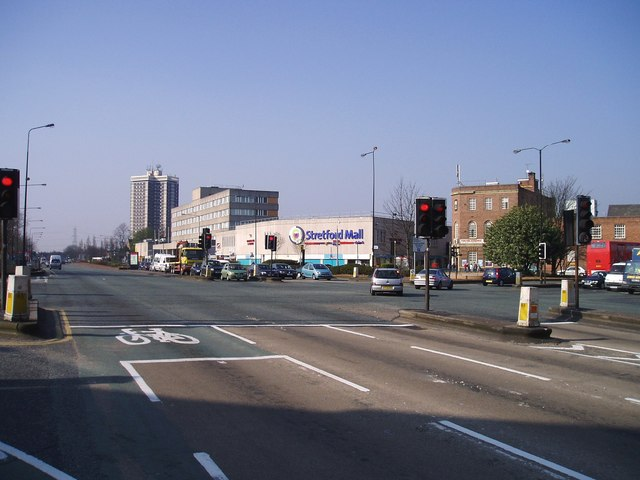
Centrum van Stretford
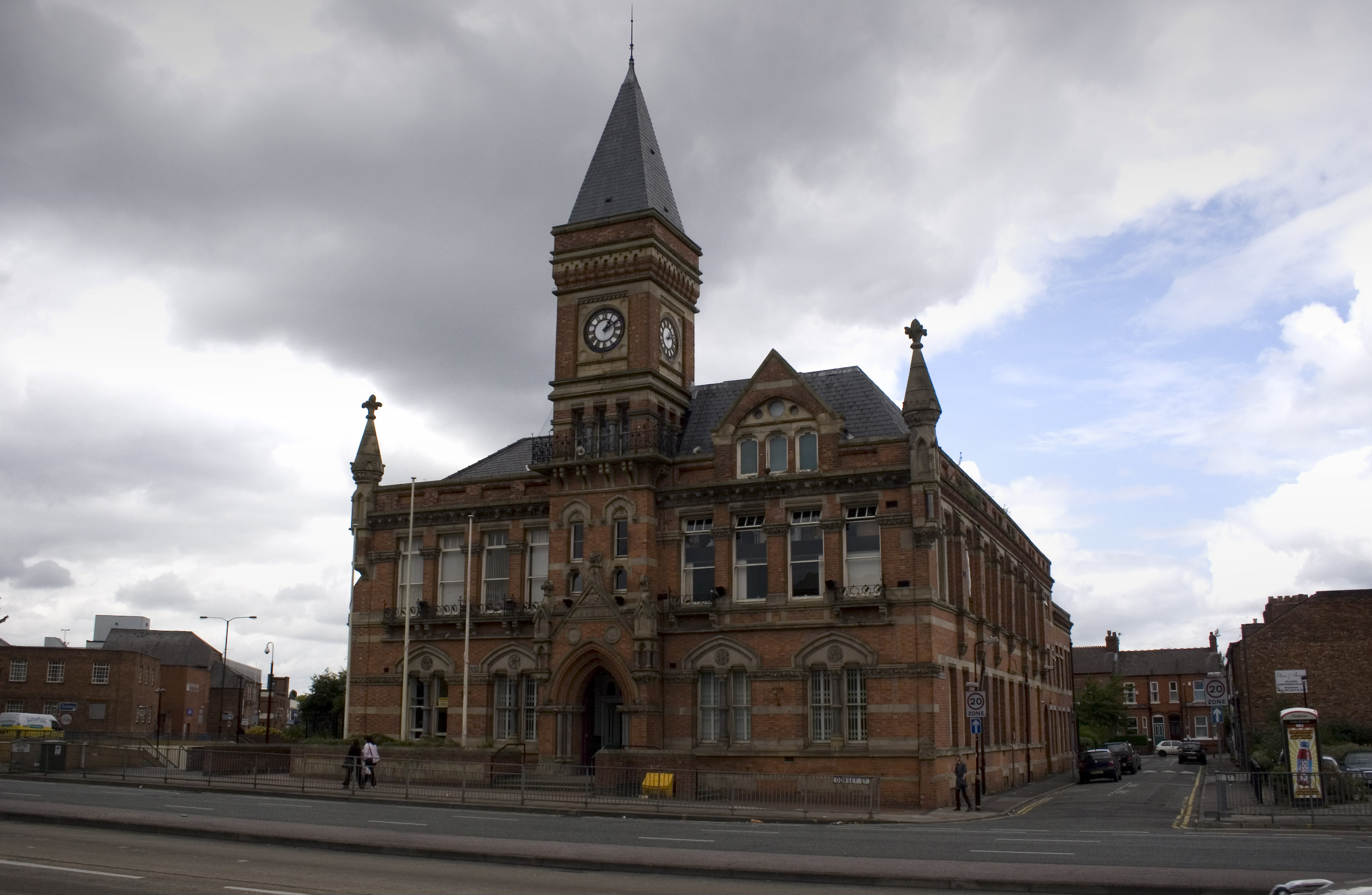
Stretford Public Hall

## Geboren in Stretford
- L.S. Lowry (1887-1976), kunstschilder
- Ian Curtis (1956-1980), zanger van Joy Division
- Jay Kay (1969), zanger van Jamiroquai